# Vlasfamilie
De vlasfamilie (Linaceae) is een familie van tweezaadlobbige planten. De bekendste soort is vlas (Linum usitatissimum). De vezels worden al duizenden jaren gebruikt voor linnen en de zaden leveren lijnzaadolie. In Nederland komen van deze familie verder voor: het geelhartje (Linum catharticum) en de dwergvlas (Radiola linoides).
De familie is in de loop van de tijd verschillend omschreven. In het Cronquist-systeem (1981) werd de familie ondergebracht in de orde Linales. In het APG II-systeem (2003) is de familie geplaatst in de orde Malpighiales, en omvat ook de planten die in het APG-systeem (1998) de familie Hugoniaceae vormde. De vlasfamilie in de huidige samenstelling omvat zowel kruidachtige en houtige planten; de bomen en lianen alleen in de tropen. De familie telt dan ruwweg 300 soorten, met volgens de APwebsite [24 februari 2007] de geslachten: Anisadenia, Cliococca, Durandea, Hebepetalum, Hesperolinon, Hugonia, Indorouchera, Linum, Philbornea, Radiola, Reinwardtia, Roucheria, Sclerolinon, Tirpitzia

## Beschreven soorten
- Linum alpinum
- Oostenrijks vlas (Linum austriacum)
- Tweejarig vlas (Linum bienne)
- Geelhartje (Linum catharticum)
- Frans vlas (Linum leonii)
- Linum narbonense
- Overblijvend vlas (Linum perenne)
- Linum suffruticosum
- Smal vlas (Linum tenuifolium)
- Linum trigynum
- Vlas (Linum usitatissimum)
- Kleverig vlas (Linum viscosum)
- Dwergvlas (Radiola linoides)